# Kurt Jaeger (Numismatiker)
Kurt Jaeger (* 19. Dezember 1909 in Stuttgart; † 6. Dezember 1975 in Korntal) war ein deutscher Numismatiker und Autor des führenden Kataloges für deutsche Münzen des 19. und 20. Jahrhunderts.
Kurt Jaeger besuchte das Realgymnasium in Stuttgart und studierte anschließend in Stuttgart und Danzig Chemie. Das Studium beendete er vorzeitig und trat 1938 in die Firma seines Vaters Paul Jaeger (1870–1955), eine Lackfabrik, ein.
Jaeger hatte schon mit elf Jahren (1921) ein kleines Notizbuch mit den Münzen des Deutschen Reichs seit 1871 geführt. Es gab zwar schon vorher Münzkataloge, in denen die deutschen Münzen zusammengestellt waren, aber Jaeger listete die Münzen (noch ohne Prägezahlen) so auf, wie sie ihm bekannt wurden. Ob er alle vor seinem ersten Katalog erschienenen Kataloge anderer Autoren kannte, ist nicht bekannt *)
1942 erschien der erste Jaeger-Katalog Katalog der deutschen Reichsmünzen seit 1871. Die zweite Auflage unter dem Titel Die deutschen Reichsmünzen seit 1871 folgte 1948. Bis zu seinem Tode erschienen 13 Auflagen, 2023 erschien die 28. Auflage. Münzhändler zitieren in ihren Lagerlisten und Auktionskatalogen bei deutschen Münzen seit 1871 die Katalognummern nach Kurt Jaeger .
Von 1971 bis 1974 war Kurt Jaeger Präsident der Gesellschaft für Internationale Geldgeschichte in Frankfurt am Main.
In den Jahren 1951 bis 1972 veröffentlichte Jaeger die Buchreihe Die Münzprägungen der deutschen Staaten vor Einführung der Reichswährung in zwölf Bänden (Anfang des 19. Jahrhunderts bis 1871/73).

## Porträtmedaille
- 1969 in Gold (5 Stück), Silber (100) und Bronze (150), 50 mm, auf seinen 60. Geburtstag. Medailleur: Franz Dákay. Literatur: Schmidt 758

## Schriften
- Katalog der deutschen Reichsmünzen seit 1871. Gerber, München 1942
- Die deutschen Reichsmünzen seit 1871. ab der 6. Auflage Die deutschen Münzen seit 1871. Münzen und Medaillen AG, Basel, 2. Auflage 1948 – 26. Auflage 2019
- Die neueren Münzprägungen der deutschen Staaten vor Einführung der Reichswährung / Die Münzprägungen der deutschen Staaten vom Ausgang des alten Reiches bis zur Einführung der Reichswährung. 13 Bände. Münzen und Medaillen AG, Basel 1951–1972
- Die Zahlungsmittel in Deutschland seit 1948. Münzen und Banknoten mit Bewertungen. Münzen und Medaillen AG, Basel 1972